# 尤里·熱夫諾夫
尤里·熱夫諾夫（1981年4月17日—）是一位白俄羅斯足球運動員。在場上的位置是守門員。他現在效力於俄羅斯足球超級聯賽球隊莫斯科魚雷足球俱樂部。他也代表白俄羅斯國家足球隊參賽。